# Powiat rudzki
Powiat rudzki – dawny powiat województwa śląskiego II Rzeczypospolitej istniejący w latach 1922–1924.

## Historia
Powiat rudzki został utworzony rozporządzeniem wojewody śląskiego z dnia 22 czerwca 1922 w przedmiocie ustroju powiatowego województwa śląskiego z przypadłych Polsce terenów powiatów: zabrskiego (Hindenburg O.S.) (w większości) i toszecko-gliwickiego (Tost-Gleiwitz) (skrawki).
10 lipca 1923 gminę Gierałtowice wyłączono z powiatu rudzkiego i przyłączono do powiatu rybnickiego.
15 lutego 1924 powiat rudzki zniesiono, a jego terytorium włączono do powiatów katowickiego, pszczyńskiego, rybnickiego i świętochłowickiego.

## Podział administracyjny
W nawiasach podano powiaty, do których należały gminy jednostkowe i obszary dworskie powiatu rudzkiego przed jego utowrzeniem w 1922 oraz do których zostały przyłączone w 1924 po jego likwidacji.
- Bielszowice – gmina wiejska (do 1922 zabrski, od 1924 katowicki)
- Bujaków – gmina wiejska (do 1922 zabrski, od 1924 rybnicki)
  - Bujaków - obszar dworski (do 1922 zabrski, zniesiony w 1924)
- Chudów – gmina wiejska (do 1922 zabrski, od 1924 rybnicki)
  - Chudów – obszar dworski (do 1922 zabrski, zniesiony w 1924)
- Gierałtowice – gmina wiejska (do 1922 toszecko-gliwicki, od 1923 rybnicki)
  - Gierałtowice - obszar dworski (do 1922 toszecko-gliwicki, od 1923 rybnicki, zniesiony w 1924)
- Kończyce – gmina wiejska (do 1922 zabrski, od 1924 katowicki)
- Makoszowy – gmina wiejska (do 1922 zabrski, od 1924 katowicki)
- Paniowy – gmina wiejska (do 1922 zabrski, od 1924 pszczyński)
  - Paniowy - obszar dworski (do 1922 zabrski, zniesiony w 1924)
- Paniówki – gmina wiejska (do 1922 zabrski, od 1924 rybnicki)
  - Paniowy - obszar dworski (do 1922 zabrski, zniesiony w 1924)
- Pawłów – gmina wiejska (do 1922 zabrski, od 1924 katowicki)
- Przyszowice – gmina wiejska (do 1922 toszecko-gliwicki, od 1924 rybnicki)
  - Przyszowice - obszar dworski (do 1922 toszecko-gliwicki, zniesiony w 1924)
- Ruda – gmina wiejska (do 1922 zabrski, od 1924 świętochłowicki)